# Appenzeller Bahnen
Le Appenzeller Bahnen (Ferrovie dell'Appenzello, acronimo AB) sono una compagnia ferroviaria della Svizzera che gestisce ferrovie sia a scartamento normale che a ridotto; la sua sede sociale è a Herisau, nel cantone di Appenzello Esterno.

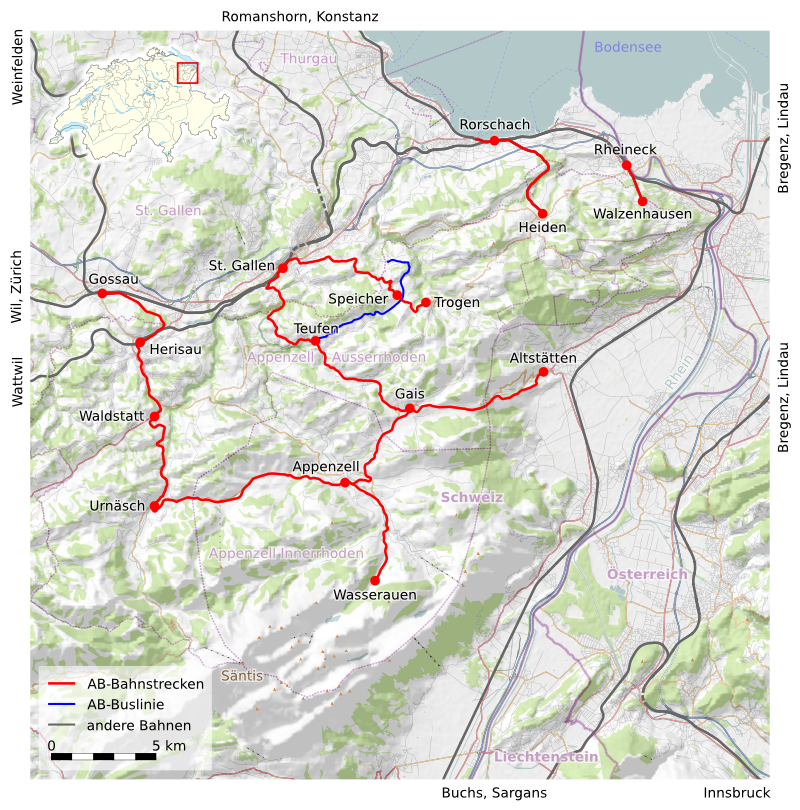
La rete ferroviaria delle Appenzeller Bahnen ante assorbimento della Frauenfeld-Wil

## Storia
Le origini della società risalgono al 1872, con la costituzione della Schweizerische Gesellschaft für Lokalbahnen (SGL), nata per costruire ferrovie locali e tranvie. La SGL, con sede a Basilea e direzione a Zurigo, nel 1873 chiese ed ottenne dal Consiglio Federale la concessione per le seguenti linee ferroviarie a scartamento metrico:
- Winkeln-Herisau-Urnäsch-Appenzello;
- Zurigo-Zürichberg-Grüningen con diramazione Pfannenstiel-Esslingen-Uster;
- Muri-Affoltern-Aegeri;
- Stäfa-Wetzikon.

Le linee avrebbero dovuto essere completate entro il 1877.
Il 12 aprile 1875 aprì la prima tratta costruita dalla SGL, tra Winkeln (sulla ferrovia San Gallo-Winterthur) ed Herisau, prolungata fino ad Urnäsch il successivo 20 settembre. La società entrò quindi in difficoltà finanziarie; con l'ingresso di capitali appenzellesi la SGL cambiò ragione sociale nel 1885 in Appenzellerbahn-Gesellschaft (AB), la quale completò la ferrovia, aprendo la tratta Urnäsch-Gontenbad il 16 agosto 1886 e la Gontenbad-Appenzello il successivo 28 ottobre. La costruzione della Bodensee-Toggenburg-Bahn, aperta nel 1910, rendeva superfluo il collegamento Herisau-Winkeln, perché la nuova ferrovia collegava direttamente la capitale dell'Appenzello Esterno con San Gallo, senza dover cambiare a Winkeln; si decise quindi di sopprimere la tratta e di sostituirla con una nuova linea da Herisau a Gossau, aperta il 1º ottobre 1913.
La AB cambiò ragione sociale nel 1923 in Appenzeller-Bahn-Gesellschaft, e nel 1933 elettrificò la linea Gossau-Appenzello. 
Nel 1948 la AB rilevò (con effetto dal 1º gennaio 1947) la Elektrische Bahn Appenzell-Weissbad-Wasserauen A.G. Appenzell, concessionaria della omonima linea ferroviaria, a seguito della legge federale del 1939 sull'aiuto alle ferrovie, che forniva aiuto finanziario alle stesse a condizione di una fusione tra società.
Nel 1988 la AB assorbì la St. Gallen-Gais-Appenzell-Altstätten-Bahn (SGA, concessionaria delle linee San Gallo-Gais-Appenzello e Altstätten-Gais), cambiando ragione sociale in Appenzeller Bahnen. Le due società condividevano sin dal 1970 la direzione, e la loro fusione era già stata ipotizzata negli anni Quaranta, ma all'epoca non venne realizzata per motivi campanilistici.
Nel 2006 la AB assorbì altre tre società ferroviarie:
- Rorschach-Heiden-Bergbahn (RHB);
- Bergbahn Rheineck-Walzenhausen (RhW);
- Trogenerbahn (TB).

L'11 giugno 2021 (con effetto retroattivo al 1º gennaio) la società ha assorbito la Frauenfeld-Wil-Bahn.
La rete di linee ferroviarie oggi gestite si sviluppa nei cantoni di Appenzello interno, Appenzello esterno, San Gallo e Turgovia. Tutte le linee sono parte della rete celere di San Gallo.

## Linee
Dalla data di fusione le AB gestiscono le seguenti linee ferroviarie:
- a scartamento ridotto
  - San Gallo-Gais-Appenzello
  - Gossau-Appenzello
  - Appenzello-Weissbad-Wasserauen
  - Altstätten-Gais
  - San Gallo-Trogen
  - Rheineck-Walzenhausen
  - Frauenfeld-Wil
- a scartamento normale
  - Rorschach-Heiden